# Jacek Woszczerowicz

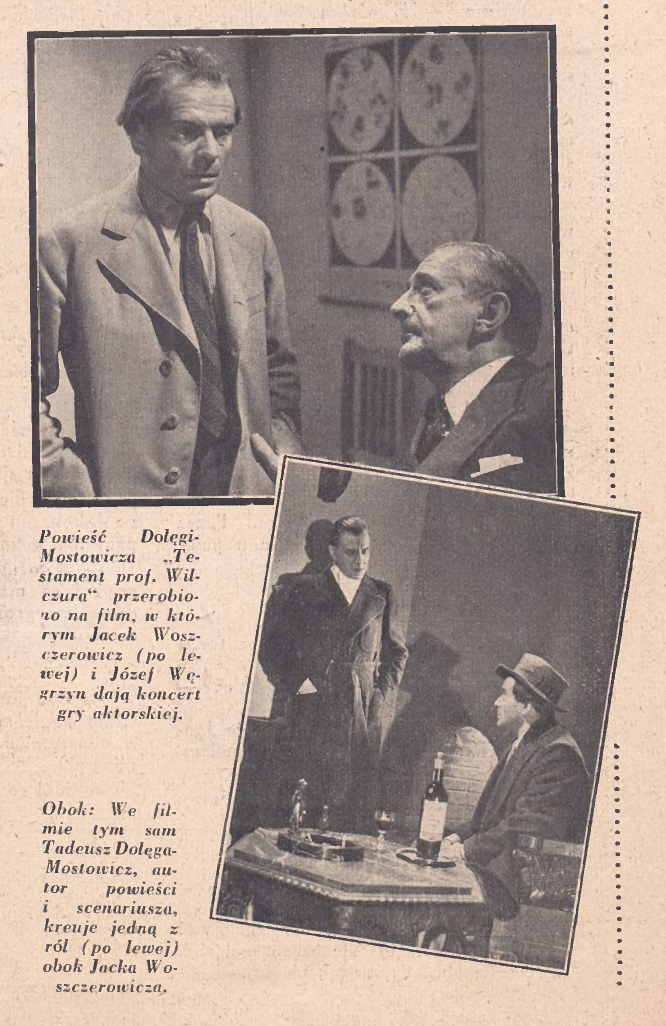
Jacek Woszczerowicz jako Jemioł w filmie Testament profesora Wilczura (zapowiedź prasowa z 1939 r.)

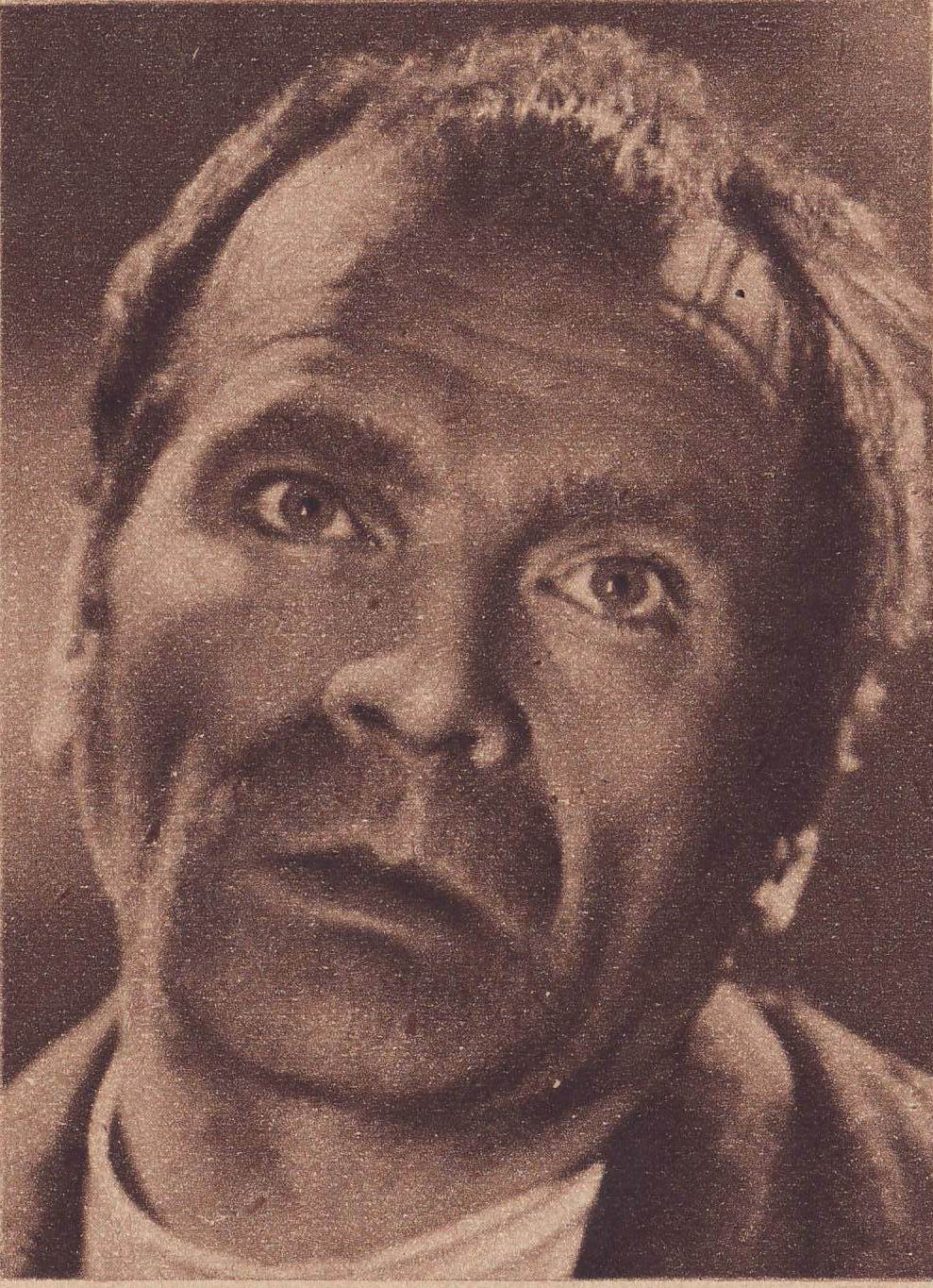
Jacek Woszczerowicz jako szewc Leon w filmie Dwie godziny (1946)

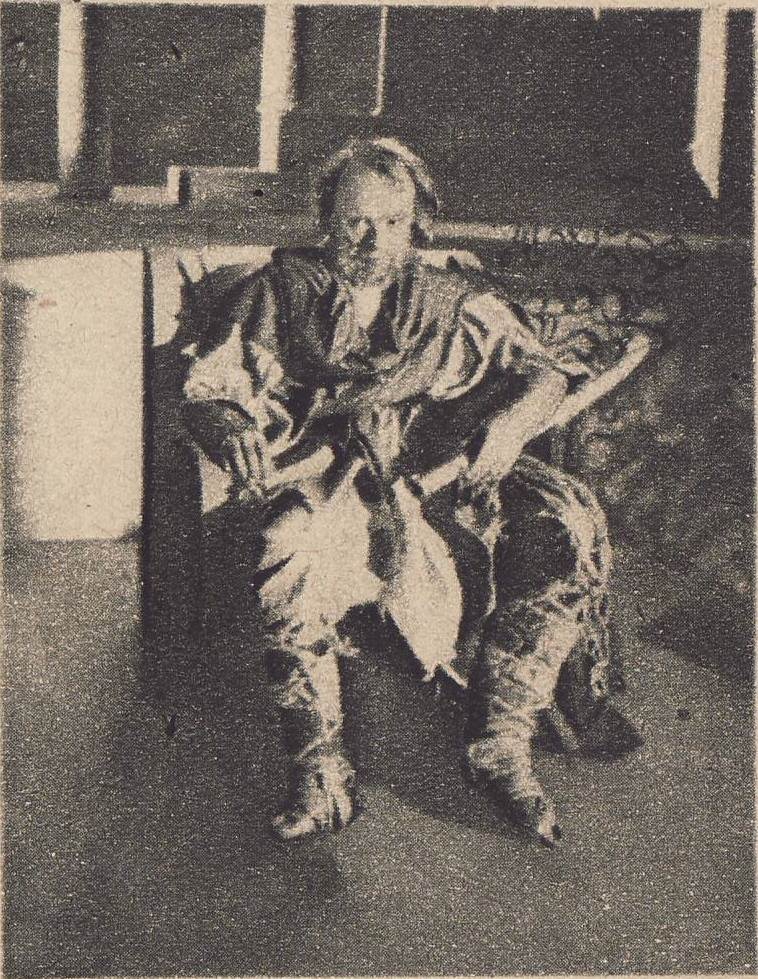
Jacek Woszczerowicz jako żebrak w „Elektrze” J. Giraudoux na scenie Teatru Wojska Polskiego w Łodzi

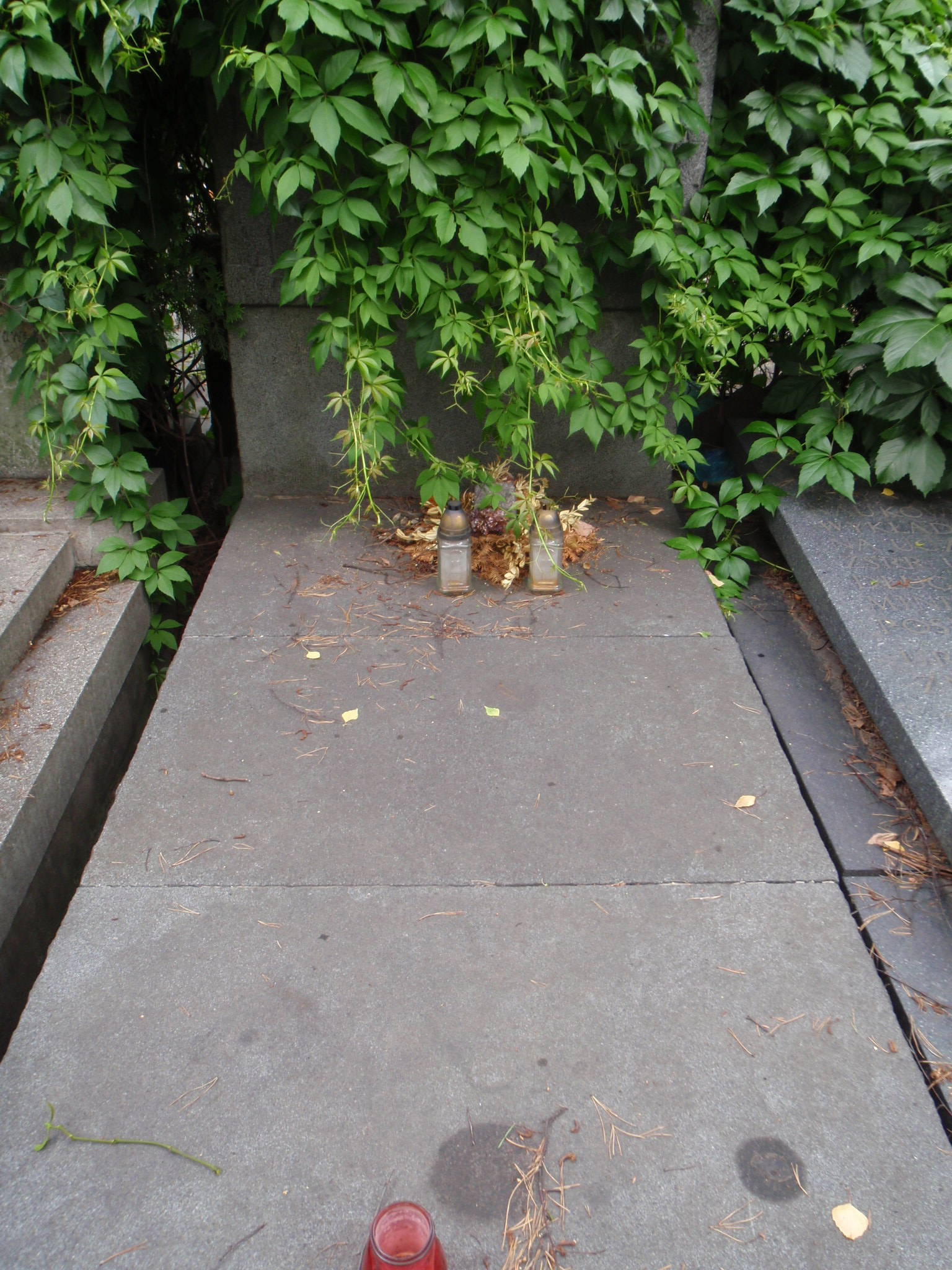
Grób Jacka Woszczerowicza na cmentarzu Wojskowym na Powązkach w Warszawie

Marian Jacek Woszczerowicz (ur. 11 września 1904 w Siedlcach, zm. 19 października 1970 w Warszawie) – polski aktor charakterystyczny, teatralny, filmowy i radiowy, reżyser, wykładowca Państwowej Wyższej Szkoły Teatralnej w Warszawie. Jeden z wybitnych polskich aktorów teatralnych i filmowych.

## Życiorys
Urodził się 11 września 1904 w Siedlcach, w rodzinie Wojciecha, nauczyciela łaciny, i Czesławy z Jasińskich. Od 1915 uczęszczał do Gimnazjum im. hetmana St. Żółkiewskiego w Siedlcach. Był ochotnikiem w wojnie polsko-bolszewickiej. W 1922 zdał egzamin maturalny. Studiował na Wydział Prawno-Ekonomicznym Uniwersytetu Warszawskiego. Ukończył studia sceniczne w zespole „Reduty” w 1925. Występował w Poznaniu, Łodzi i innych miastach w Polsce. W czerwcu 1927 zdał egzamin aktorski ZASP-u.
W czasie wojny pracował i prowadził studio aktorskie przy Państwowym Polskim Teatrze w Grodnie (następnie w Białymstoku) w Białoruskiej SRR. Od 1941 pracował w Wilnie jako robotnik, ukrywając się pod fałszywym nazwiskiem, aby nie zostać zmuszonym do pracy w niemieckich oficjalnych teatrach.
Od 10 września 1944 był w zespole Teatru I Armii Wojska Polskiego, dołączył do niego w Lublinie na zaproszenie Tadeusza Wołowskiego, ówczesnego szefa Wydziału Teatralnego Resortu Kultury i Sztuki PKWN. Reżyserował Wesele Wyspiańskiego, była to jego pierwsza samodzielna praca reżyserska. Autorem muzyki do przedstawienia, które miało miejsce 29 listopada 1944 był Aleksander Barchacz.
Następnie przez Kraków i Katowice trafił do Łodzi. W latach 1946–1952 był wykładowcą warszawskiej Państwowej Wyższej Szkoły Teatralnej (do 1949 z siedzibą w Łodzi). Po wojnie pracował krótko w Teatrze Śląskim i krakowskim Teatrze Starym. Od 1948 związany był z teatrami warszawskimi: Rozmaitościami (1948/1949), Polskim (1949–1952), Narodowym (1952–1958), Ateneum (od 1958 do śmierci). 
Występował m.in. w takich sztukach jak Jarmark Jeana Anouilha, Martwa królowa Henry’ego de Montherlant, Za rzekę, w cień drzew Ernesta Hemingwaya, Ryszard III Szekspira (główna rola monarchy), Proces Kafki (jako Józef K.), Don Juan Moliera, Muchy Sartre’a, Kordian Słowackiego, czy Zemsta Fredry (jako Józef Papkin). Jego ostatnią rolą teatralną był Davies w sztuce Dozorca Harolda Pintera.
Zmarł w Warszawie, pochowany na cmentarzu Wojskowym na Powązkach (kwatera C 2-10-8).

## Życie prywatne
Pierwszą żoną aktora była Luba Fischer, aktorka (znana pod imieniem Eliza Fischer lub pseudonimem Luba Ditris), pochodząca ze słynnej przed II wojną światową aktorskiej rodziny Fischerów. Zginęła w wieku 36 lat podczas Holokaustu.
Po raz drugi ożenił się z aktorką Haliną Kossobudzką. Mieli syna Dyzmę, który zginął w 1964 w Tatrach.
Był spokrewniony z Lechem Woszczerowiczem, posłem na Sejm z ramienia Samoobrony (2005–2007).

## Filmografia
- 1936 – Jego wielka miłość jako autor
- 1937 – Znachor jako Jemioł
- 1938 – Profesor Wilczur jako Jemioł
- 1938 – Rena jako Ryszard Garda
- 1938 – Strachy jako magik Sroboszcz
- 1939 – Kłamstwo Krystyny jako Krążek, agent „Autokoncernu”
- 1939/1942 – Testament profesora Wilczura jako Jemioł
- 1946 – Dwie godziny jako szewc Leon
- 1947 – Nawrócony
- 1953 – Żołnierz zwycięstwa jako Włodzimierz Lenin
- 1956 – Zemsta jako Rejent Milczek
- 1967 – Ślepy tor (z cyklu Opowieści niezwykłe) jako dróżnik Wawrzyniec Wiór
- 1967 – Wenus z Ille jako właściciel zajazdu „Siedem Krzyży”
- 1969 – Jak zdobyć pieniądze, kobietę i sławę jako konstruktor Zygmunt Wasiak, kierownik składnicy złomu; w części III: „Jak zdobyć sławę”

## Ordery i odznaczenia
- Order Sztandaru Pracy I klasy (1959)
- Krzyż Oficerski Orderu Odrodzenia Polski (19 lipca 1954)[7]
- Krzyż Kawalerski Orderu Odrodzenia Polski (22 lipca 1952)[8]
- Złoty Krzyż Zasługi (8 maja 1946)[9]
- Srebrny Krzyż Zasługi
- Medal 10-lecia Polski Ludowej (19 stycznia 1955)[10]
- Odznaka 1000-lecia Państwa Polskiego (1967)
- Odznaka honorowa „Za Zasługi dla Warszawy” (1965)

## Nagrody
- nagroda na Festiwalu Sztuk Rosyjskich i Radzieckich za rolę Tarełkina w przedstawieniu „Śmierć Tarełkina” Aleksandra Suchowo-Kobylina w Teatrze Rozmaitości w Warszawie (1949)
- Nagroda Państwowa II stopnia za działalność aktorską w minionym 10-leciu (1955)[11]
- Nagroda Radia i TV za rolę Józefa K. w słuchowisku „Proces” wg Franza Kafki (1958)
- Nagroda im. Tadeusza Boya-Żeleńskiego za inscenizację i rolę tytułową w „Ryszardzie III” Szekspira na deskach warszawskiego Teatru Ateneum (1959)
- Nagroda Państwowa I stopnia za całokształt twórczości aktorskiej w teatrze i w telewizji (1966)